# Lijst van Griekse kunstschilders
Dit is een lijst van Griekse kunstschilders op alfabetische volgorde.
- Ioannis Altamouras
- Heracles Diamantes
- Achilleas Droungas
- Nikolaos Gyzis
- Georgios Jacovides
- Nikiforos Lytras
- Konstantinos Papantoniou
- Tassos Pavlopoulos
- Kostas Provatas
- Konstantinos Volanakis
- Dimitris Yennias